# Bad Gandersheim
Bad Gandersheim est une ville allemande et station thermale située dans l'arrondissement de Northeim en Basse-Saxe. Elle est connue pour l'ancienne abbaye de Gandersheim, lieu d'exercice de l'abbesse Hrotsvita.

## Géographie
La municipalité se trouve entre le massif du Harz à l'est et les collines sur les rives de la Leine à l'ouest. Le sentier européen E11 traverse la ville. 
Bad Gandersheim est réliée à l'autoroute 7 par la Bundesstraße 64. L'aérodrome de Bad Gandersheim est situé sur une hauteur au sud du centre.

### Quartiers
Le territoire communal englobe la ville-centre et 15 autres quartiers, dont :
- Dankelsheim
- Gremsheim
- Heckenbeck
- Helmscherode

tous fusionnés avec Bad Gandersheim le 1er mars 1974.

## Histoire
C'est au sud-est de la commune, plus précisément sur la colline Harzhorn, qu'a eu lieu au IIIe siècle une importante bataille entre des légionnaires romains et un nombre indéterminé de Germains, sans doute vers 235/236 sous le règne de l'empereur Maximin le Thrace. 2 700 objets ont été exhumés sur le site de la bataille, découvert par hasard en 2008.

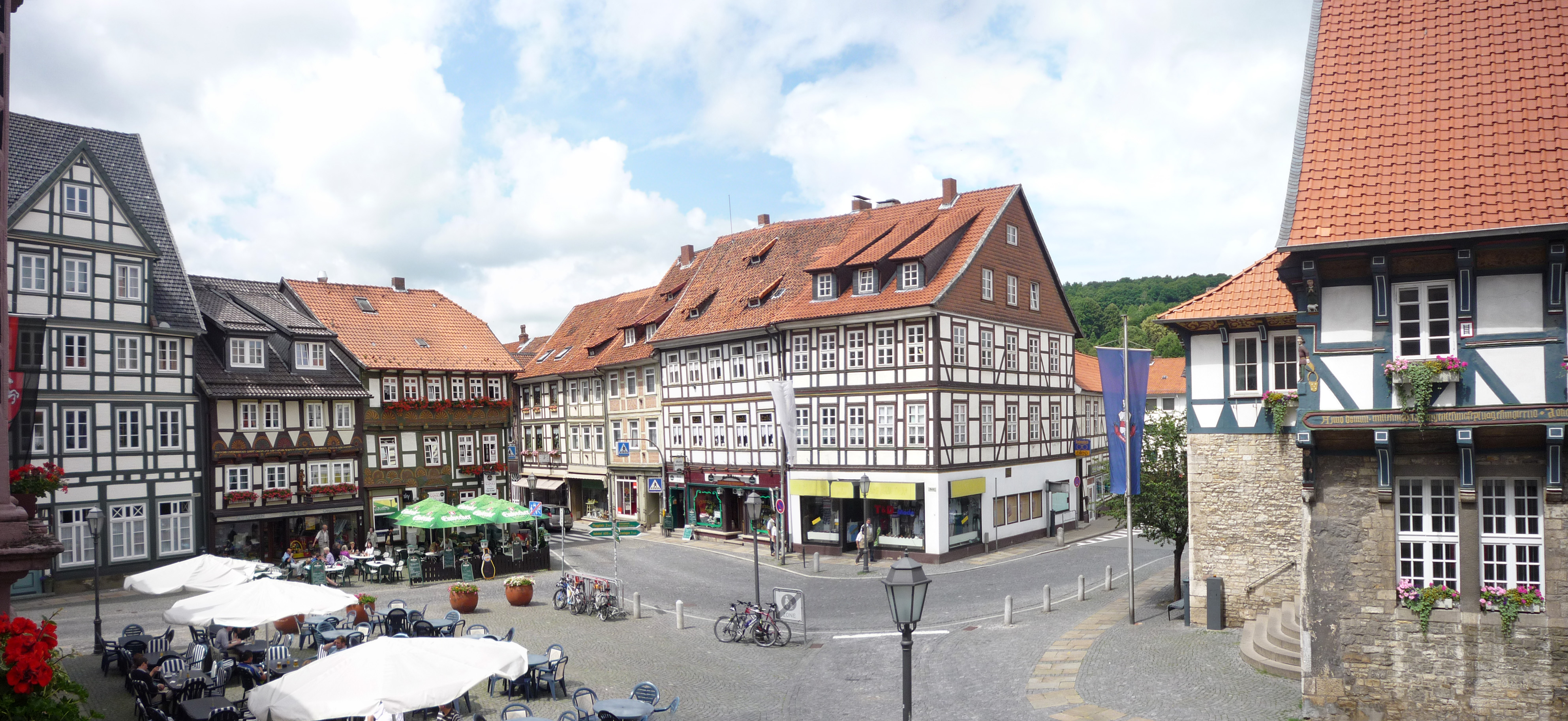
Vue sur la place du marché.

L'abbaye de Gandersheim a été créée en 852 par le comte saxon Liudolf, l'ancêtre de la dynastie des Ottoniens (« Ludolphides »). D'abord hébergé à Brunshausen, ce couvent de femmes obtient l'immédiateté impériale des mains de Louis le Jeune, roi de Francie orientale, en 877 ; confirmé par le roi Henri Ier de Germanie en 919. Au-delà des murs du monastère,   une colonie de marchands s'établit très prochainement. Gandersheim connaît son apogée sous le règne des Ottoniens au Xe siècle, à l'époque de l'abbesse Hrotsvita. En 990, l'impériatrice-régente Théophano attribua au lieu le droit de tenir marché.
Au XIIIe siècle, le château de Gandersheim fut construit sur l'ordre des ducs de Brunswick-Wolfenbüttel pour pouvoir reléguer et écarter l'influence de l'abbaye impériale. Les siècles suivants sont marqués par les luttes de pouvoir entre les ducs, l'abbesses et les citoyens de Gandersheim. En 1568, le duc Jules de Brunswick-Wolfenbüttel a appliqué la Réforme protestante, également effectuée pour l'abbaye. Après les ravages causés par la guerre de Trente Ans, le couvent connut un nouveau grand essor dans le baroque. 
L'abbaye fut finalement sécularisée en faveur des princes de Brunswick-Wolfenbüttel par le recès d'Empire en 1803 et dissoute à la mort de la dernière abbesse Augusta Dorothée en 1810. Au congrès de Vienne, en 1815, le territoire a été reconnu au nouveau duché de Brunswick.
Un premier bain pur d'eau saline fut inauguré en 1878. La ville obtint le statut de station thermale (Bad) en 1932. Pendant le régime nazi, l'ancienne abbaye de Brunshausen était le site d'un camp des travailleurs forcés annexe de Buchenwald où l'écrivain Robert Antelme a été emprisonné en 1944.

## Patrimoine
- La création d'un orgue (1998 - 2000) dans la cathédrale[2], [3], [4].

## Personnalités liées à la ville
- Alfred Nehring (1845-1904), zoologiste né à Bad Gandersheim.
- Wilhelm Keitel (1882-1946), général né à Helmscherode.
- Herbert Gille (1897-1966), général né à Bad Gandersheim.